# Aristotele Fioravanti

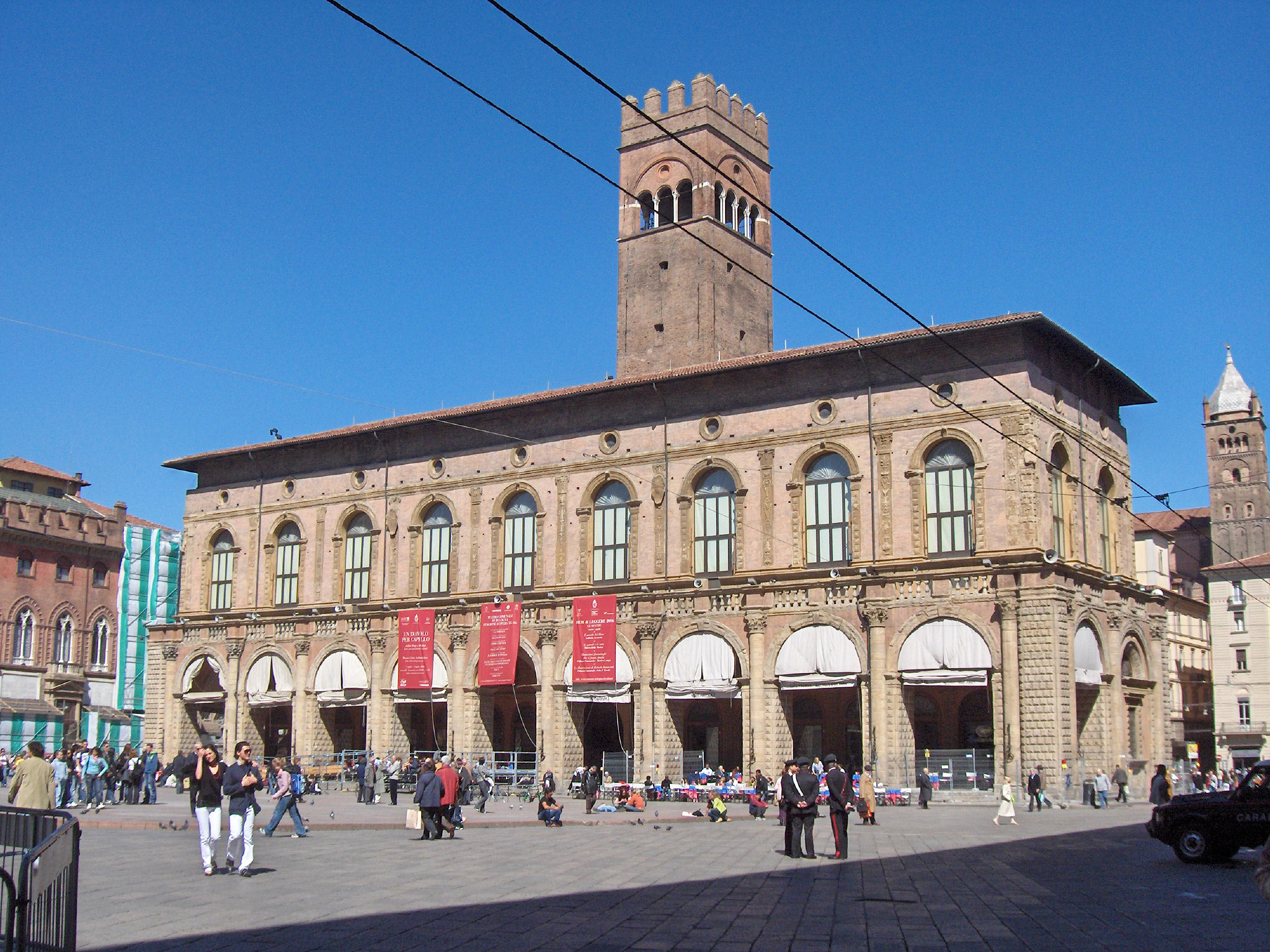
Palác Podestà

Ridolfo Fioravanti, zvaný Aristotele (1415 nebo 1420? v Bologni – 1486?) byl italský architekt a stavitel renesance. Jeho příjmení je někdy uváděno jako Fieraventi nebo Fioravante. V ruštině se píše: Фьораванти, Фиораванти, Фиеравенти, Фиораванте.

## Život
Z jeho mládí je známo jen velmi málo. Narodil se v Bologni v rodině architekta - stavitele vodních staveb.

## Dílo
Byl známý novým stylem při rekonstrukcích věží pro šlechtické rody ve městě. V letech 1458–1467 pracoval ve Florencii pro rodinu Cosimo de' Medici staršího a v Miláně. Poté se vrátil do svého domova. Zde pracoval na plánech pro obnovu fasády paláce del Podestà, nejdříve mezi lety 1484 a 1494 pod Giovannim Bentivoglio (1443–1508) v renesančním slohu. V roce 1467 pracoval Fioravanti pro krále Matyáše Korvína (1443–1490) v Uhrách.

### Práce v Rusku

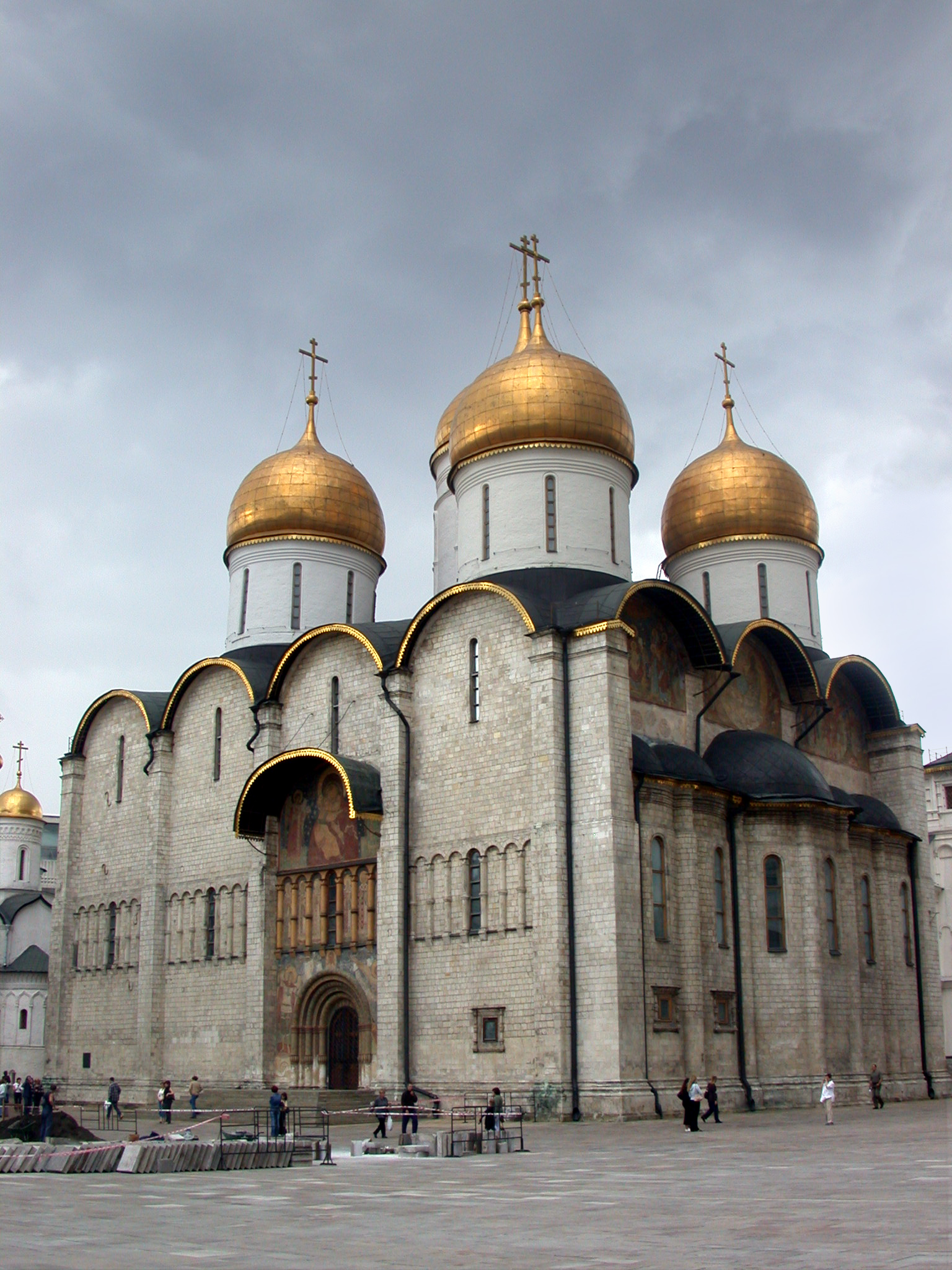
Uspenskij sobor

V roce 1475 odešel na pozvání vyslance velikého knížete moskevského Ivana III. pracovat do Moskvy. Doprovázela ho jeho stavební huť včetně syna Petra. V Moskevském kremlu postavil mezi lety 1475 až 1479 velkolepý Uspenský chrám (Zesnutí Panny Marie), inspirovaný ruskou architekturou 12. století, ale zároveň se zřetelnými prvky severoitalské architektury. Katedrála je dnes velmi ceněnou architektonickou památkou.
Fioravanti však nebyl pouze talentovaným architektem a stavitelem, ale měl také technické nadání. Pro stavbu Uspenského chrámu setrojil zdvihací mechanismus. V roce 1478 v době bojů Ivana III. s Novgorodem sestavil přes řeku Volchov most ze člunů. Kromě toho působil jako technický poradce moskevského dělostřelectva a zúčastnil se s ním několika válečných tažení, například roku 1482 proti Kazani nebo 1485 proti tverskému velkoknížectví.
Podle některých zdrojů byl Ivanem III. uvržen do vězení a měl zemřít v zajetí.